# В хлам
«В хлам» (англ. Smashed) — драма, снятая режиссёром Джеймсом Понсольдтом, главные роли в которой сыграли Мэри Элизабет Уинстед и Аарон Пол. Премьера фильма состоялась на ежегодном кинофестивале Сандэнс 22 января 2012 года, где тот получил специальный приз жюри за выдающиеся достижения в области независимого кинопроизводства.

## Сюжет
В фильме рассказывается история молодой супружеской пары Кейт и Чарли Ханна, связанных друг с другом большой любовью к алкоголю. Когда из-за злоупотребления алкоголем у Кейт начинаются проблемы на работе, она решает избавиться от своей зависимости и присоединяется к сообществу Анонимных алкоголиков. Это вызывает большие осложнения в личной жизни героев, так как Кейт обнаруживает что не может бороться со своим пристрастием пока она замужем за Чарли.

## В ролях
| Актёр                 | Роль            |
| --------------------- | --------------- |
| Мэри Элизабет Уинстед | Кейт Ханна      |
| Аарон Пол             | Чарли Ханна     |
| Ник Офферман          | Дэйв Дэвис      |
| Меган Маллалли        | директор Барнес |
| Октавия Спенсер       | Дженни          |
| Мэри Кэй Плэйс        | Рошель          |
| Кайл Галлнер          | Оуэн Ханна      |
| Маккензи Дэвис        | Милли           |
| Бри Тёрнер            | Фрида           |
| Брэд Картер           | Феликс          |
| Баррет Шулер          | Грэг            |
| Рене Ривера           | Рико            |
| Ричмонд Аркетт        | Арло            |
| Дэвид Грэммер         | Джуниор         |
| Рон Линч              | Чак             |
| Элиз Саломон          | Тина            |

## Критика
Фильм получил в основном положительные отзывы. На сайте Rotten tomatoes рейтинг одобрения составляет 83 % со средней оценкой в 6,9 балла из10. На сайте Metacritic фильм имеет рейтинг 71 из 100 основанный на 32 отзывах, а на IMDb его оценка составляет 6,7 балла.

## Саундтрек
«В хлам: Оригинальный саундтрек к фильму» был выпущен 9 октября 2012 года. Он состоит из оригинальной музыки записанной для фильма Энди Кабиком и Эриком Д. Джонсоном, а также из песен других исполнителей прозвучавших в фильме.
| №                   | Название                                  | Исполнитель                  | Длительность |
| ------------------- | ----------------------------------------- | ---------------------------- | ------------ |
| 1.                  | «Shower and a Beer»                       | Энди Кабик & Эрик Д. Джонсон | 1:46         |
| 2.                  | «I Want to See the Bright Lights Tonight» | Ричард и Линда Томпсон       | 3:08         |
| 3.                  | «Wake Up and Run»                         | Энди Кабик & Эрик Д. Джонсон | 1:04         |
| 4.                  | «Someone2Dance»                           | Барт Дэвенпорт               | 3:02         |
| 5.                  | «Highland Park Bike Ride»                 | Энди Кабик & Эрик Д. Джонсон | 1:30         |
| 6.                  | «Por Ti»                                  | La Tentazion                 | 2:57         |
| 7.                  | «Dreams-Come-True-Girl»                   | Касс Маккомбс                | 5:21         |
| 8.                  | «Lake Arrowhead»                          | Энди Кабик & Эрик Д. Джонсон | 0:33         |
| 9.                  | «When the Shelter Came»                   | Dark Meat                    | 3:41         |
| 10.                 | «Santa's Village»                         | Энди Кабик & Эрик Д. Джонсон | 1:13         |
| 11.                 | «Planet of Women»                         | Sonny & The Sunsets          | 3:20         |
| 12.                 | «One More Game of Croquet»                | Энди Кабик & Эрик Д. Джонсон | 1:41         |
| 13.                 | «Our Anniversary»                         | Smog                         | 6:13         |
| Общая длительность: | Общая длительность:                       | Общая длительность:          | 35:29        |